# 中田秀作
中田 秀作（なかた しゅうさく、1948年2月1日 - ）は、日本のフリーアナウンサー。元文化放送アナウンサー。

## 来歴・人物
東京都出身。明治学院大学法学部卒業後、1971年文化放送にアナウンサーとして入社。プロ野球、ラグビー、サッカー、陸上競技等の実況を担当し常に「聞いている人が理解できる番組」「聴いていてグランドの状況が目に浮かぶ実況」を心がけて実況を展開。「文化放送ライオンズナイター」の初代キャスターも務めている。また、「セイ!ヤング」「ザ・マンザイクイズ」といった娯楽番組の司会を務めた。1999年には土居まさるの急死を受けて急遽「中田秀作のラヂオデイズ」を同年1月～3月に担当した。その後放送部長となり、2001年3月31日に退職。その後は文化放送「箱根駅伝実況中継」のネットスタジオ実況やCS放送・フジテレビONEで放送されている「プロ野球ニュース」、千葉テレビの「マリーンズナイター」、その他CS放送でのスポーツ中継の実況担当、プロ野球マスターズリーグの場内解説者などを行っている。

## 現在の出演番組
- スポーツ中継
- プロ野球ニュース…フジテレビONE(不定期）

## 過去の出演番組

### 文化放送時代
- 「ダイナミックレーダー〜歌謡曲でいこう!〜」
- 「文化放送ライオンズナイター」[1]
- 「セイ!ヤング」[1]
- 「ザ・マンザイクイズ」
- 「中田秀作のラヂオデイズ」他